# Hans Heinrich Schmitz
Hans Heinrich Schmitz (* 12. Februar 1916 in Dresden; † 4. Februar 2000) war ein deutscher Schachkomponist und Opernkapellmeister.

## Schachkomposition
Eines der Weihnachtsgeschenke für Hans Heinrich Schmitz war 1930 ein Schachspiel.
Galt bis dahin neben dem Studium seine jugendliche Begeisterung den Gestirnen, so musste nun das Fernrohr restlos dem Schachbrett weichen.
In Ermangelung von Spielpartnern befasste er sich sofort mit der Schachkomposition.
Von Kind an Freund allen Denksports, mathematisch interessiert und werdender Künstler – da sprachen ihn gleicherweise die kombinativen und ästhetischen Werte
des Schachproblems an.
Reiche Anregung fand er bei der Dresdner Komponistengruppe Jobst, Rudolf Leopold, Hans Vetter, Berg u. a.
|   | a | b | c | d | e | f | g | h |   |
| 8 |   |   |   |   |   |   |   |   | 8 |
| 7 |   |   |   |   |   |   |   |   | 7 |
| 6 |   |   |   |   |   |   |   |   | 6 |
| 5 |   |   |   |   |   |   |   |   | 5 |
| 4 |   |   |   |   |   |   |   |   | 4 |
| 3 |   |   |   |   |   |   |   |   | 3 |
| 2 |   |   |   |   |   |   |   |   | 2 |
| 1 |   |   |   |   |   |   |   |   | 1 |
|   | a | b | c | d | e | f | g | h |   |

Probespiel:
1. Sb1–d2? Lc8-b7

2. Sd2–b3 c7–c5!
Lösung:
1. Sb1–c3! (droht 2. Sc3–b5) Lc8–d7

2. Sc3–e4 Ld7–e8

3. Se4-d2 Le8-c6 verstellt den c-Bauern

4. Sd2-b3  nebst

5. Sb3-d4 matt
Die Aufgabe zeigt einen sogen. Sperr-Römer.
Früh hatte er sich für die neudeutsche Schule begeistert, sich dann als eminent starker Löser aber allen Bereichen der Schachkomposition gewidmet.
Seine ausführlichen, fundierten, sprachlich exzellenten Löser-Kommentare und seine Überlegungen zur Ästhetik beeinflussten maßgeblich nachfolgende Generationen von Schachkomponisten.

## Musiker
Als Musiker hatte Hans Heinrich Schmitz wechselnde Wirkungsstätten in Leipzig, Jena, Weimar und Göppingen.
Von 1959 bis 1966 leitete er zum Beispiel das Sinphonieorchester Jena, die heutige Jenaer Philharmonie.

## Weblink
- Kompositionen von Hans Heinrich Schmitz auf dem PDB-Server der Schwalbe